# Sars-Poteries
Sars-Poteries é uma comuna francesa na região administrativa de Altos da França, no departamento do Norte. Estende-se por uma área de 7.88 km². Em 2010 a comuna tinha 1 462 habitantes (densidade: 185,5 hab./km²).